# Sula Katumba
Sula Katumba − ugandyjski bokser kategorii lekkiej.

## Kariera amatorska
W 2002 zdobył brązowy medal w kategorii papierowej na wojskowych igrzyskach afrykańskich. W roku 1993 i 1995 był mistrzem Ugandy w kategorii papierowej, a w 2008 zdobył mistrzostwo w kategorii muszej, pokonując w finale Ibrahima Keyę.

## Kariera zawodowa
W 2009 roku zadebiutował jako zawodowiec. Od rozpoczęcia kariery do stycznia 2015 stoczył jedenaście walk, wygrywając tylko jedną.